# Попов Дмитро Миколайович
Дмитро Миколайович Попов (нар. 22 грудня 1961 року, Москва) — історик культури, видавець, головний редактор видавництва «Сфера», дослідник життя та творчості М. К. Реріха, головний хранитель (англ. Curator / Collection Manager) Музея Миколи Реріха у Нью-Йорку.

## Життєпис
Народився 22 грудня 1961 року у Москві.

## Твори
- Д. Н. Попов. «Махатмы. Легенды и реальность» // «Сфера», 2001, 576 с.
- Рерихи. Восток — Запад. Составители: Д. Н. Попов, В. А. Росов[ru]. — М.: ГМВ, 2006. — 64 с. // Иллюстрированный сборник, приуроченный к научной конференции «Н. К. Рерих и Русское зарубежье» и художественной выставке «Рерихи. Мир Востока» в Государственном музее Востока.
- Д. Попов. Николай Рерих и русская эмиграция
- Держава Рериха / сост. Д. Н. Попов. - М. : Изобразительное искусство, 1994. - 446 с.: ил. - ISBN 5-85200-218-6
  - Балтрушайтис Юргис. Внутренние приметы творчества Рериха // Держава Рериха / Сост. Д. Н. Попов. - М: Изобраз. искусство, 1994. - С. 47-53.
- Николай Рерих о Вечном... Книга о воспитании. Составление, примечания и словарь Д. Н. Попова, вступ. ст. С. Н. Рериха. - М.: Политиздат, 1991, - 462 с.: ил. ISBN 5-250-01437-2
- Попов Д., Логаева Е. (сост.): Рерихи. Вехи духовного пути / [Е. Логаева / Елена Рерих / Н. Кардашевский / Н. Грамматчиков / Владимир Шибаев / Зинаида Фосдик / Дмитрий Попов / Павел Беликов / Николай Рерих / Святослав Рерих / Альфред Хейдок] / Дельфис, 2014. - 512 с. - ISBN 978-5-93366-050-7